# Camere con vista
Camere con vista è il terzo album in studio del cantautore italiano Francesco Renga, pubblicato il 17 maggio 2004 dalla Mercury Records.
Pubblicato nel 2004, il cantante l'ha dedicato alla compagna, Ambra Angiolini, e alla prima figlia avuta con lei, Jolanda, nata il 2 gennaio 2004.

## Copertina
La copertina è composta da una foto con Francesco Renga sotto un pilone in ferro. All'interno del libretto troviamo i testi delle canzoni accompagnati da altre foto in bianco e nero di Francesco sopra il pilone. Le foto sono di Alberto Bettinetti.

## Tracce
Testi di Francesco Renga, musiche di Francesco Renga e Luca Chiaravalli.
1. Come te – 3:55
2. Ci sarai – 4:15
3. La sorpresa (un raggio di sole) – 3:46
4. Nel nome del padre – 3:40
5. Come piace a me – 3:44
6. Immobile – 3:51
7. Non ti passa più – 3:52
8. Meravigliosa (la Luna) – 4:07
9. Anna (aspettavo te) – 3:59
10. Un'ora in più – 4:04
11. Fino a ieri – 3:55
12. Solo – 15:00 – contiene la traccia fantasma Per sempre

Tracce bonus nella ri-edizione del 2005
1. Angelo – 3:29

## Formazione
- Francesco Renga - voce
- Paolo Costa - basso
- Giorgio Secco - chitarra elettrica
- Massimo Luca - chitarra acustica
- Stefano Brandoni - chitarra elettrica addizionale
- Biagio Sturiale - chitarra acustica ed elettrica addizionale
- Drigo (Negrita) - chitarra solista in Ci sarai
- Alfredo Golino - batteria, percussioni
- Elio Rivagli - batteria, percussioni
- Umberto Iervolino - pianoforte, organo Hammond, tastiera, synth
- Marco Tamburini - tromba in Un'ora in più
- Alessandro Castelli, Cristina Gambalonga, Alessandra Icardi, Giuseppe Maggioni, Nadia Marchese, Gabriella Mazza, Daniela Passera, Stefano Renga - cori
- Orchestra dell'associazione italiana musicisti diretta da Umberto Iervolino

## Cover
- Il brano Nel nome del padre è stato ripreso dal trio lirico Il Volo con il titolo L'amore si muove con un nuovo testo scritto proprio da Renga; la canzone è presente nell'omonimo album uscito nel settembre 2015.
- Sempre la canzone Nel nome del padre appare nell'album di esordio (uscito all'inizio del 2015) dei Revolution Saints, supergruppo composto da Deen Castronovo (batterista di Ozzy Osbourne e Journey), Doug Aldrich (Whitesnake) e Jack Blades (Night Ranger). Questa versione (intitolata Here Forever) presenta un nuovo testo in inglese e un arrangiamento tendente all'hard rock melodico.

## Classifiche

### Classifiche settimanali
| Classifica (2005) | Posizione massima |
| ----------------- | ----------------- |
| Italia            | 4                 |

### Classifiche di fine anno
| Classifica (2004) | Posizione |
| ----------------- | --------- |
| Italia            | 46        |
| Classifica (2005) | Posizione |
| Italia            | 33        |